# Bubble Boy
Bubble Boy (bra: Jimmy Bolha; prt: Bubble Boy - Um Rapaz Especial) é um filme estadunidense de humor negro de 2001, dirigido por Blair Hayes e estrelado por Jake Gyllenhaal no papel-título. O roteiro de Cinco Paul e Ken Daurio (que fazem figuração no filme como membros de uma seita) foi inspirado no filme de 1976, The Boy in the Plastic Bubble, estrelado por John Travolta.
Foram incluídos trechos do programa  de TV Land of the Lost (Elo Perdido no Brasil), além de uma cena de sonho que imita os personagens e simula os limitados efeitos especiais com dinossauros usados naquela antiga produção.

## Elenco
- Jake Gyllenhaal como Jimmy Livingston
- Swoosie Kurtz como Sra. Livingston
- Marley Shelton como Chloe
- Danny Trejo como Slim
- John Carroll Lynch como Sr. Livingston
- Ever Carradine como irmã de Mark
- Verne Troyer como Dr. Phreak
- Dave Sheridan como Mark
- Brian Georgecomo Pushpop, o hindu
- Patrick Cranshaw como Pippy / Pappy
- Stephen Spinella como Homem Frango
- Geoffrey Arend como Menino Golfinho
- Beetlejuice como Li'l Zip
- Matthew McGrory como Sasquatch Humano
- Bonnie Morgan como Mulher Borracha
- Zach Galifianakis como bilheteiro

## Recepção
O filme estreou em 13º lugar nas bilheterias dos EUA, faturando US$ 2.038.349 em seu primeiro  fim de semana. [carece de fontes?] Tem uma classificação de 30% no Rotten Tomatoes baseado em 83 avaliações, com uma pontuação média de 3,76 / 10. O consenso do site afirma que "o Bubble Boy salta junto com piadas esfarrapadas e ofensivas que são mais insípidas do que engraçadas". O filme é  considerado uma "comédia cult".